# To (acústica)
En acústica, el to és la qualitat del so que ens permet distingir dos sons, per exemple:
- Dues notes musicals entre si. És a dir, és la característica que ens permet distingir un Do d'un Re produïts per un mateix instrument.
- La mateixa paraula pronunciada per dues persones distintes (encara que ací també influeix el timbre, per la qual cosa és més apropiat l'exemple anterior).

El to depèn de la freqüència de l'ona. Parlarem de tons greus, mitjans i aguts, depenent de la freqüència que tinga el so:
- Tons greus (freqüències baixes, de 20 a 300 Hz).
- Tons mitjans (freqüències mitjanes, de 300 a 2.000 Hz). Encara que parlem de freqüències mitjanes o intermèdies, cal tindre present que la seua missió principal és separar els aguts dels greus, per la qual cosa, en realitat, és un interval, relativament xicotet dins de les audiofreqüències que l'orella humana és capaç de percebre i que va dels 20 als 20.000 Hertz.
- Tons aguts (freqüències altes, de 2.000 fins a 20.000 Hz).

En el cant, el to és fonamental, per a poder diferenciar els distints registres vocals, és a dir, el to ens permet parlar de tenor, soprano…
El so pot ser pur, però quasi la seua totalitat són mescla de sons de distinta longitud d'ona que conformen el so resultant. Els sons afegits a l'ona principal (la que dona el to), s'anomenen harmònics i seran els que determinen el timbre. L'ona principal s'anomena freqüència fonamental.
La forma en què és percebut el to és el que es coneix com l'altura del so, que determina com de (baix) greu o (alt) agut és aqueix so.